# OGMA – Indústria Aeronáutica de Portugal
A OGMA – Indústria Aeronáutica de Portugal, S.A. é uma empresa portuguesa dedicada ao fornecimento de serviços de manutenção e fabricação de aeroestruturas. O seu capital é detido em 65% pelo consórcio Airholding SGPS, composto pela Embraer, sendo os restantes 35% detidos pela idD Portugal Defence, detida pelo Estado português.

## História

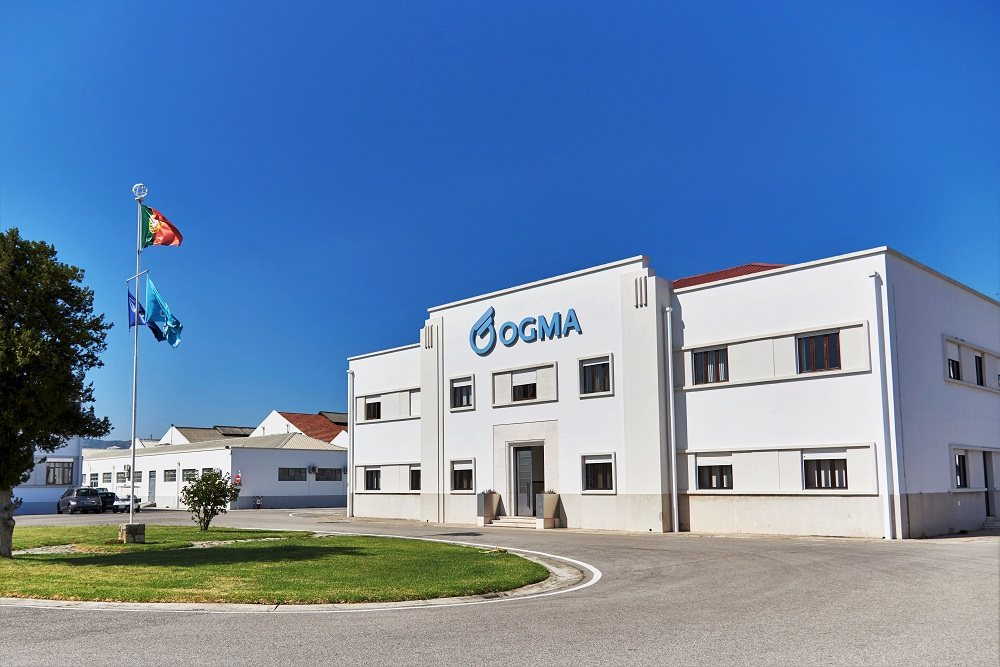

A história da OGMA remonta à criação do Parque de Material Aeronáutico a 29 de junho de 1918. Dez anos depois, passou a designar-se por Oficinas Gerais de Material Aeronáutico. Em 1994, a empresa adquiriu a designação de OGMA – Indústria Aeronáutica de Portugal S.A., que mantém até hoje.
A OGMA celebrou 100 anos a 29 de junho de 2018. Trata-se de uma das empresas de aeronáutica mais antigas do mundo, com uma longa e conceituada tradição, tendo vários governos, forças aéreas e companhias de aviação como clientes. A cerimónia comemorativa do centenário foi presidida pelo Presidente da República Marcelo Rebelo de Sousa, que distinguiu com a Medalha da Ordem de Mérito, e pela primeira vez na história, um trabalhador fabril, num gesto de homenagem a todos os atuais e antigos colaboradores da empresa. No mesmo dia, foi inaugurado o Centro Histórico da OGMA, um projeto de revitalização do hangar edificado em 1925.
Com um percurso de mais de 100 anos de experiência, a OGMA conta com vários marcos históricos, como o início da construção sob Licença da Aeronave Caudron G-3, em 1922; a construção, sob licença inglesa, dos aviões Vickers Valparaíso em 1933; a fabricação da aeronave Avro 626 DHC-82 “Tiger Moth” em 1938 e a construção de 66 unidades Air Force Depot DHC-1 “Chipmunk” em 1952.
Três anos depois, a OGMA assina o primeiro contrato com a Marinha dos EUA. Em 1959, é assinado um outro contrato com a Força Aérea dos EUA. Nos anos 70, a empresa recebe a manutenção dos C-130 Hercules, P-3 Orion e Pumas. Em 1972, dá início ao contrato de fabricação com a Eurocopter. 
No ano de 1993, a OGMA torna-se um Centro de Manutenção Autorizado (AMC) Rolls-Royce para os motores T-56, AE 2100 e AE 3007A e, cinco anos mais tarde, adquire a certificação de Centro de Manutenção autorizado (ASC) para as Aeronaves Embraer ERJ 145.
Em 2001, através dos Programas “Mid Life Update” – MLU; “Falcon Up” e “Falcon Star”, a empresa dá início ao Programa de Reparação e de Modificação das 40 Aeronaves F-16 da Força Aérea Portuguesa.
No ano de 2004, é aprovada a privatização da OGMA, entre 35% do capital da organização detido pelo Governo e 65% pela Airholding (Embraer e EADS).
Desde 2013 que a OGMA está ligada ao Programa de Desenvolvimento do KC-390, com a fabricação da fuselagem central, a carenagem para os trens de aterragem em ligas metálicas, materiais compósitos e os lemes de profundidade.
O envolvimento da OGMA neste programa iniciou-se durante o planeamento e projeto da aeronave, numa parceria direta com a Embraer. 
A OGMA participou na fase inicial do produto (fase de definição conjunta) e foi responsável pelo desenvolvimento e gestão de uma cadeia de fornecimento competitiva e flexível, tendo como base principal empresas portuguesas. O KC-390 foi desenvolvido para uma grande variedade de missões: transporte de pessoal, lançamentos aéreos de carga e tropas, reabastecimento em voo, evacuações médicas e combate a incêndios. É a aeronave mais versátil na sua categoria associada ao ciclo de vida total mais baixo do mercado.
A 9 de dezembro de 2019, a empresa anunciou a nomeação do seu novo presidente executivo, Alexandre Solis, que desempenhava o cargo de diretor industrial da unidade da Embraer situada em Botucatu, no Brasil.
Em novembro de 2020, a OGMA anunciou um acordo com a Pratt & Whitney, passando a integrar a restrita Rede de Centros de Manutenção Autorizados da nova geração de motores GTF. O projeto da OGMA, desenvolvido em estreita ligação com a Embraer, teve início em 2019 e representa um investimento de 74 milhões de euros, alocado ao recrutamento de colaboradores e a um conjunto de equipamentos e infraestruturas, como por exemplo um novo banco de ensaios de última geração para motores, levando a que a área coberta dedicada à área de motores na OGMA duplique de dimensão.
A 19 de novembro de 2021 a OGMA reforçou a colaboração com a Pratt & Whitney na manutenção dos motores GTF ao assinar um novo acordo que passou a incluir a manutenção dos motores GTF PW 1900G, usados em aeronaves Embraer E190-E2 e Embraer E195-E2. Este acordo, assinado na presença do primeiro-ministro, António Costa, foi acompanhado da assinatura de um protocolo entre a OGMA, idD Portugal Defence, o Consórcio de Escolas de Engenharia e a AED Cluster para o lançamento da Academia Aeronáutica de Portugal.
Em julho de 2022 a OGMA assinalou 40 anos como centro de manutenção autorizado da Lockheed Martin para as aeronaves C-130 Hércules. Desde 1982 que a OGMA é um dos 13 centros de manutenção autorizados para este tipo de aeronave de defesa.
Também em julho de 2022 a OGMA atingiu o marco histórico enquanto Centro de Manutenção Autorizado da Rolls-Royce ao entregar o 100.º motor do modelo AE 1107C. A empresa investiu num novo banco de ensaios dedicado a este modelo do fabricante aeronáutico britânico.
Em outubro de 2022 a OGMA tornou-se o primeiro Centro de Manutenção Autorizado da Embraer certificado pela Autoridade Nacional da Aviação Civil (ANAC) para realizar manutenção pesada das aeronaves comerciais da família E-Jets E2 na região da Europa, Médio Oriente e África (EMEA).
Em abril de 2023 a OGMA acolheu a sessão de assinatura de um memorando de entendimento que visa desenvolver a Base Tecnológica e Industrial de Defesa de Portugal. O memorando foi assinado pela Embraer, Centro de Engenharia e Desenvolvimento de Produto (CEiia), Empordef Tecnologias de Informação (ETI), GMV e OGMA perante o Presidente do Brasil, Lula da Silva, e o primeiro-ministro português, António Costa.
A OGMA é uma das principais referências em Manutenção de Aeronaves, fabricação de Aeroestruturas e Engenharia Aeronáutica, tendo desempenhado um papel fulcral na fundação da indústria aeronáutica em Portugal. Ao longo dos últimos sete anos, a OGMA tem sido considerada pelos portugueses como uma das empresas mais atrativas para trabalhar, segundo o “Randstad Employer Brand Research”, o maior estudo independente de employer branding desenvolvido pela Randstad.

## Localização
A OGMA – Indústria Aeronáutica de Portugal, S.A. está sediada em Alverca, no Parque Aeronáutico de Alverca, a aproximadamente 15 km a Norte do Aeroporto Internacional de Lisboa, e próxima das autoestradas A1 e A9 e da estação de comboios de Alverca. Os acessos podem ainda ser feitos via autoestrada, caminho-de-ferro, cais fluvial e via aérea ICAO Runway Code – LPAR N 38º 52’ 59.80’’ W 009º 01’ 48.35’’; N 38º 53’ 22.20’’ W 009º 01’ 54.80’’. 

## Instalações
Com uma área total de 440.000 metros quadrados, dos quais 150.000 correspondem a área coberta, a OGMA é servida por uma pista de 3.000 metros, equipada com torre de controlo de tráfego aéreo disponível 24 horas por dia. Dispõe de 11 hangares para manutenção de aeronaves civis e militares, de uma oficina dedicada à reparação e ensaio de motores, uma oficina de componentes, duas grandes áreas de fabricação e múltiplas oficinas de apoio.
Em 2017 foi construído um hangar dedicado a pintura de aeronaves, com duas cabines equipadas com tecnologia de ponta, preparadas para pintura personalizada, decapagem química e mecânica e tratamentos de superfície para aeronaves militares, comerciais e executivas.

## Serviços MRO

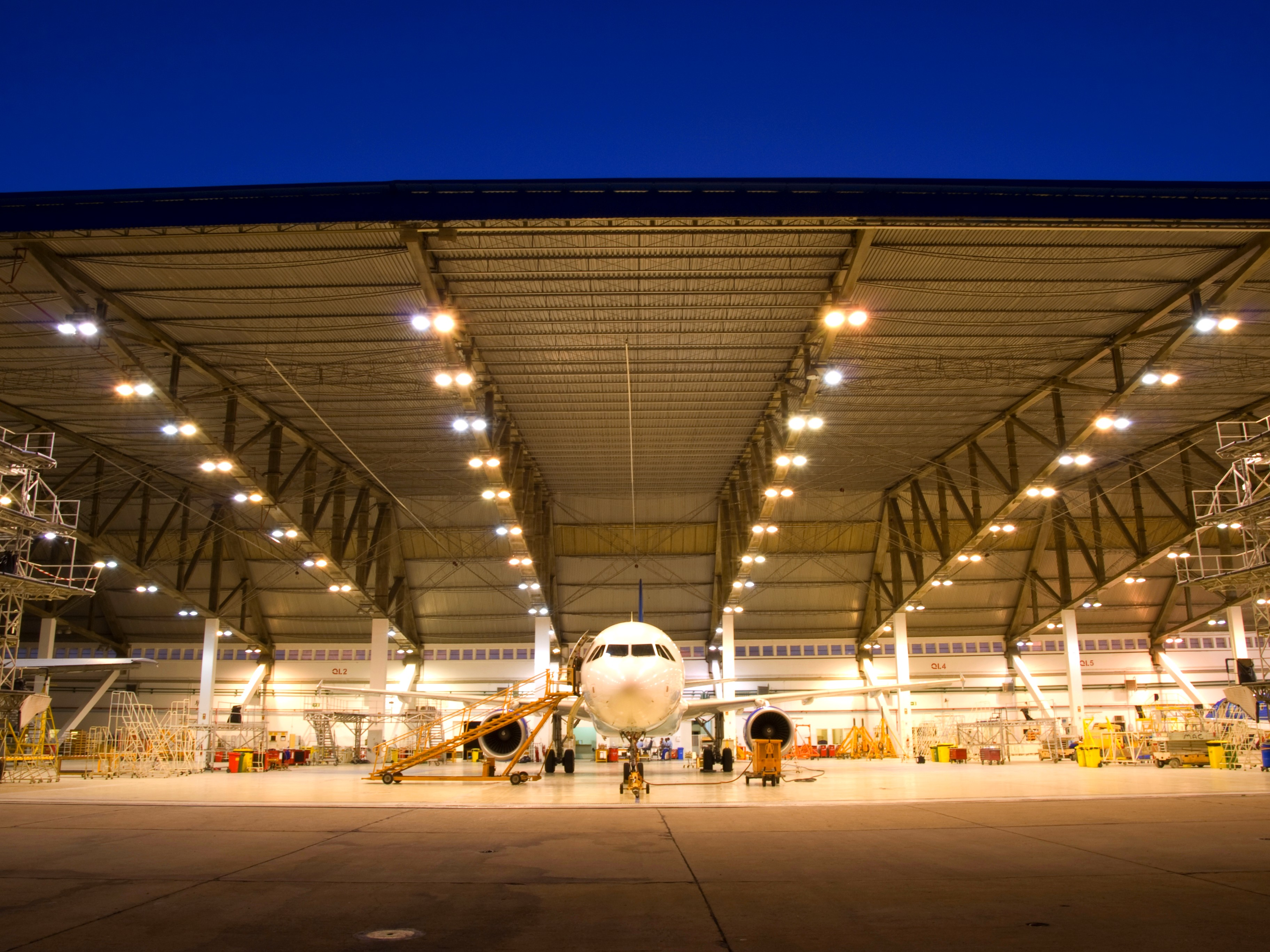

A OGMA oferece uma vasta gama de serviços de manutenção de aviação de defesa, aviação civil e executiva, motores e componentes. Como Centro de Manutenção Autorizado da Embraer, Lockheed Martin e Rolls-Royce, a OGMA fornece serviços de MRO para clientes de todo o mundo, tanto militares como civis.
A OGMA possui uma vasta experiência no setor da Defesa, apoiando as necessidades da frota da Força Aérea Portuguesa e de diversas forças aéreas de todo o mundo. A OGMA é um Centro de Serviços de Manutenção Autorizado (HSC) pela Lockheed Martin, e dispõe de serviços de manutenção, reparação e revisão geral de aeronaves e seus componentes, serviços especializados, gestão total de frota e gestão de projetos de modernização de aeronaves. A OGMA está certificada para fazer manutenção das aeronaves Lockheed Martin C-130 Hércules, Lockheed Martin P-3, Lockheed Martin F-16, EADS Casa C-295, Embraer ISR, AgustaWestland EH-101, Airbus Helicopters SA330 PUMA e Embraer EMB-312/314 Tucano/Super Tucano.
Como Centro de Serviços e Centro de Manutenção Autorizado (EOSC) pela Embraer, a OGMA fornece suporte às famílias de aeronaves ERJ-145 desde 1998, e E-Jets desde 2007. A OGMA disponibiliza serviços de MRO, transições de aeronaves e serviços de engenharia. A OGMA está certificada para fazer manutenção de aeronaves Embraer ERJ Family, Embraer E-Jet Family e Embraer E2 Family.
A OGMA é Centro de Manutenção Autorizado (AMC) para a Rolls-Royce para os motores AE 2100 A/ D2/D3, AE 1107, AE 3007 e T56.
Na oficina de Componentes são reparados trens de aterragem, travões, hélices, válvulas, atuadores, componentes elétricos e aviónicos, entre outros. 

## Aeroestruturas
Com mais de 40 anos de experiência no mercado das Aeroestruturas, a OGMA oferece soluções integradas para diversos OEMs como a Embraer, Dassault, Airbus Military, Lockheed Martin, Pilatus Aircraft e Leonardo. Atualmente, a OGMA participa em alguns dos programas de maior relevância da indústria aeronáutica, sendo capacitada para o fornecimento de montagens e subconjuntos de Aeroestruturas, de metal ou de materiais compósitos.
A OGMA participa em programas de aviação de Defesa – Embraer KC-390 | C-390 Millennium; Lockheed Martin C-130J; Airbus Military C-295; Airbus Helicopters – e de Aviação Comercial e Executiva – Pilatus PC 12, Embraer Legacy, Embraer Phenom, Embraer E-190, E-170, E2; Embraer Praetor.

## Certificações
A OGMA é um Centro Autorizado de Manutenção de 3 fabricantes: Lockheed Martin Hercules Service Center, Embraer Owned Service Center (EOSC) e Rolls-Royce Authorized Maintenance Center (AMC).
Possui ainda certificações ao nível Militar (PMAR-145, RML V-6A (SWEDEN) / FRA 145 (FRANCE) / OMAD (ARGENTINA), Civil (EASA PART 145, FAA PART 145, EASA PART M: CAMO, CAAR-145 (CHINA), EASA PART 147: EMBRAER EXTENSION), Design (EASA PART 21J DOA), Produção (EASA PART 21G POA), Quality Management System (ISO 9001, EM / AS 9100, EM / AS 9110, AQAP 2110), Environment Management System (ISO 14001) e Occupational Health & Safety Management System (IOHSAS 18001).

## Internacionalização
A OGMA é uma das mais relevantes empresas portuguesas no setor aeronáutico, devido à sua atuação num número crescente de mercados internacionais, com cerca de 70 clientes de 40 países, oriundos de todos os continentes.